# خربة التنور

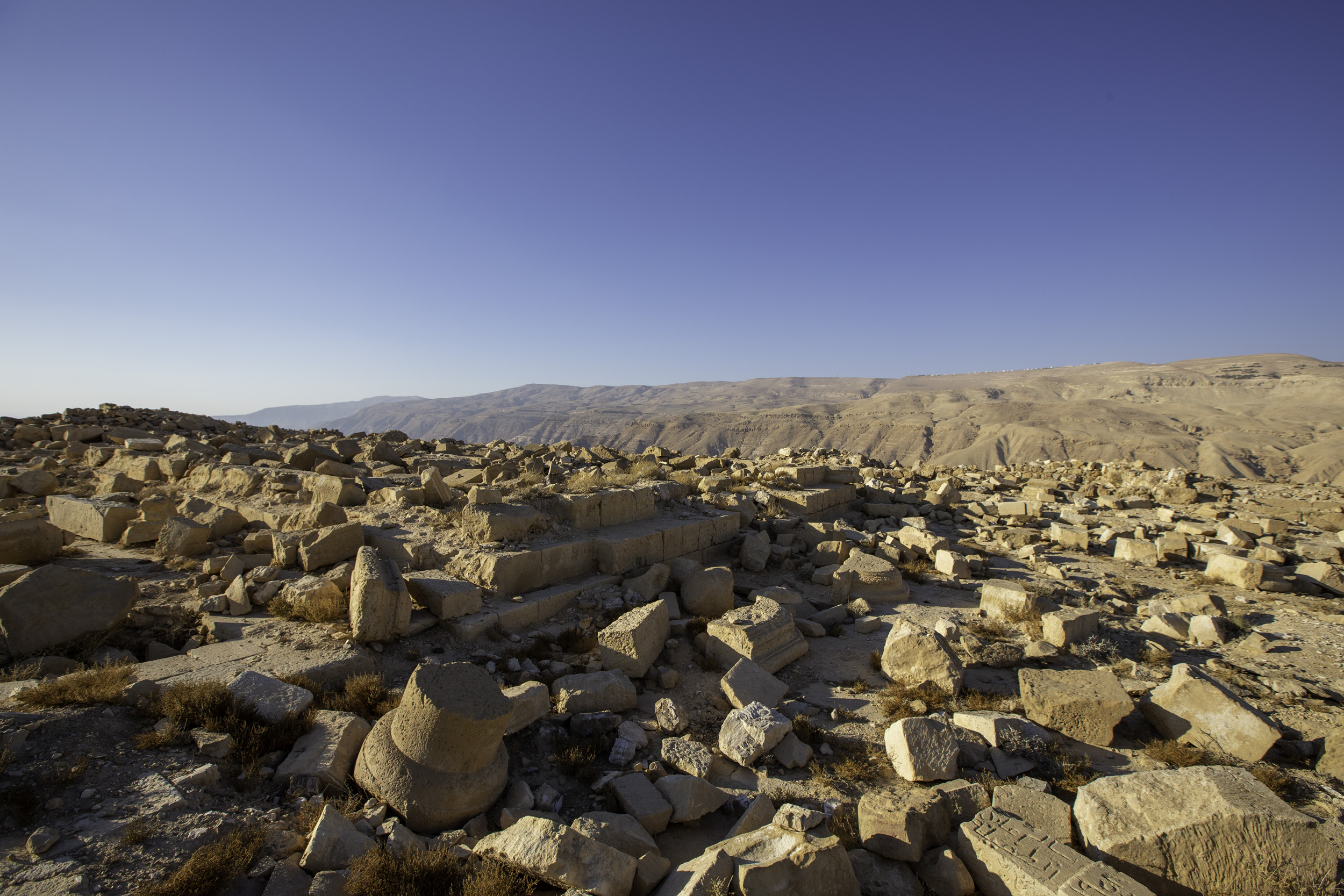
صورة لخربة التنور

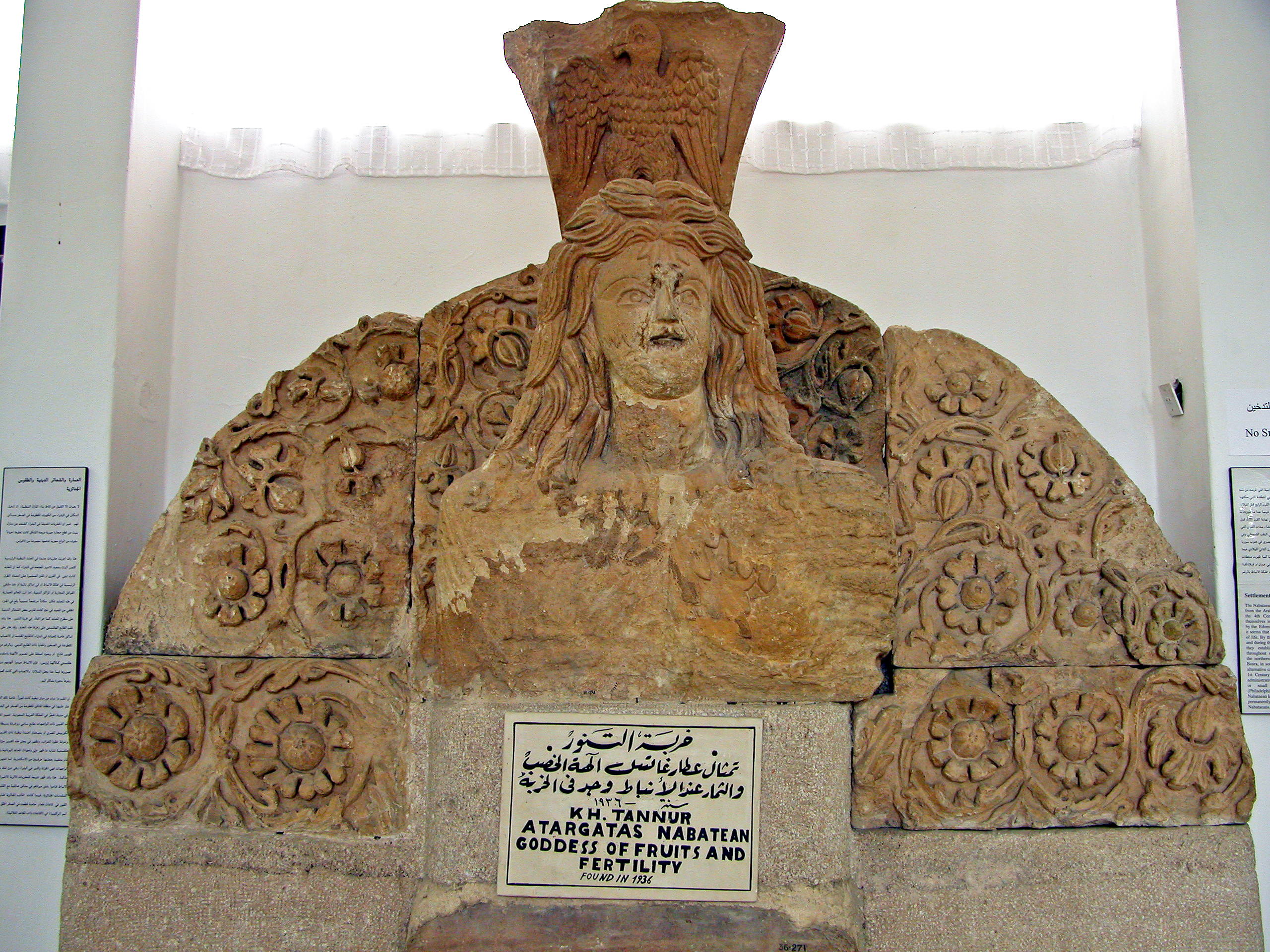
التمثال المكتشف لأترعتا في خربة التنور تم افتراض تشييده بسنة 100 ق. م.

خربة التنور هي آثار لقرية نبطيًّة تقع في الجهة الشمالية من محافظة الطفيلة بين وادي الحسا واللعبان على هضبة متوسطة الارتفاع تشرف على وادي الحسا الذي يعترضه سد التنور.
من حيث الحجارة التي بنيت بها الخربة فإنها من اللون المستطيل المشيد حيث تقع بوابتها الرئيسية من الجهة الشرقية وتحتوي على ساحة مبلطة بالحجارة وهيكل يقع في الجهة الغربية من الخربة بالإضافة إلى احتوائها على الصحن والمذبح.
تم العثور بين آثارها على تمثال للإله أترعتا، وهي آلهة الثمار والخصب عند الأنباط، وكانت تُعبد أيضاً، ولها معبد خاص، في الجزء الشمالي من سوريا (منبج) Hierapolis. وعلى رأسها في التمثال عقاب يُعتقد بأنه تصوير للإله قوس مع أني أعتقد بأنه للإله عقاب الوارد في المصادر العربية التاريخية والقرآن.